# Богородица Макарена
Богородица наде од Макарене или Богородица Макарена (шп.: Virgen de la Esperanza de Macarena de Sevilla), популарно позната као Девица од Макарене или једноставно Ла Макарена, је римокатоличка титула Блажене Девице Марије повезана са побожном дрвеном сликом из 17. Пресвета Богородица поштована у Севиљи у Шпанији. Маријанска титула спада у категорију Богородице Жалосне у знак сећања на пусту тугу и побожност Девице Марије током Страсне недеље. Слика се широко сматра националним благом од стране шпанског народа, првенствено због њене верске величине током прослава Великог поста.
Слика је такође позната по локалном фолклору, пре свега по њеном обезбојеном образу који је наводно изазван флашом вина коју је пијани протестантски побуњеник бацио у њено лице а легенда такође тврди да никада није могла да се уклони. Њена популарност међу масама често је истакнута у пет брошева од руже и смарагда причвршћених за њену хаљину коју је дао славни борац са биковима Хосе Гомес Ортега, такође познат као Хоселито.
Празник лика слави се у Шпанији 18. децембра, а папа Јован XXIII га је крунисао 31. маја 1964. преко кардинала Хозеа Буено од Монреала. Богородица од Макарене се обично сматра заштитницом борца бикова и шпанских Цигана који имају искрену оданост том лику. Тренутно се налази у великом олтару базилике Макарена.

## Историја
Право ауторство слике је непознато и широко је спорно; често од стране уметничких школа које желе да полажу право на власништво над уметничким стилом који се зове Encarnación . Слична слика Девице Марије и распетог Исуса сигурно је постојала до 1654. од стране уметника Педра Нијета. Религиозне слике овог типа биле су резултат барокних реформи између 1670. и 1680. године од стране Братства Макарене.
Слика се научно приписује уметнику Педру Ролдану или неком од његових штићеника у његовој радионици. Још три позната вајара и њихове школе полажу право на слику. Током времена, имиџ је пропао, али га је званично обновио у марту 1881. Емилио Писаро де ла Круз, који је створио нове руке и шаке; поново је рестаурирана 1883. године.
До 1908. године додата је надстрешница од црвеног сомота како би се Богородица заштитила од временских услова, а обновљена је 1964. Разне круне и додаци су више пута редизајнирани 1938, 1953. и 1963. године.
Нови огртач је направљен 1930. године, који је био јединствен јер је уз златне тонове коришћена и смарагдно зелена боја. Шпански краљ Алфонсо промовисао је своју оданост издавањем краљевског документа о њој након што је примљен у братство 1904. Исте године, 11. априла, кардинал Еустакуио Илундаин и Естебан још једном је благословио слику и њен нови огртач.
Народно предање препричава наводну причу о протестантском побуњенику који је пио (опијање је дозвољено на неким верским процесијама), а затим бацио боцу вина на слику негде пре 1950-их. Следеће године је постао носилац те слике као чин покајања за свој светогрдни чин.
Кардинал Енрике Алмараз и Сантос је 27. марта 1913. године доделио канонско крунисање, који је додао пет смарагдних брошева које је поклонио борац с биковима Ел Гало. Слично крунисање поновио је и 1964. севиљски надбискуп.

## Покушај паљења
Током Шпанског грађанског рата, антиклерикални пиромани су ушли у рану зору 18. јула 1936. у базилику покушавајући да униште хришћанске артефакте у цркви Макарена. Из страха, људи су украли слике Господара Суда и Госпе од крунице и сакрили их испод магацина испод степеништа цркве. Историјски гледано, верске слике које су угрожене ратом или глађу често су тајно закопане под земљом ради чувања. Богородица од Макарене је скинута са одежде и анонимно однета једном од чланова Братства на чување. Због тадашњих зараћених фракција, братство је протерано и принуђено да се усели у цркву Благовештења.

## Детаљи
Слика припада анонимном вајару из 1680. године и износи 175 центиметара. То је слика у стилу манекенке направљена од комбинације боровог дрвета и чемпреса. На слици је тужно лице са стакленим сузама; заједно са људском периком и гледа надоле. Има отворена уста заједно са језиком и зубима. Слика држи марамицу (десно) и бројаницу (лево). Поседује и златну медаљу коју је доделио градоначелник града 1971. године.

## Канонско крунисање
Религијске слике широко распрострањене побожности се често поштују у Шпанији кроз папске церемоније које се називају канонско крунисање. Братство Макарена је 20. децембра 1962. затражило од папе Јована да одобри крунисање. Папа је 17. фебруара 1963. одговорио на овај захтев преко кардинала Паола Мареле; који је пристао да премести слику 27. маја 1964. у катедралу у Севиљи на тродневни празник и свету мису. Одслужена је висока папска миса којој је присуствовао садашњи шеф државе Франсиско Франко.
Пошто се поновно креирање ове слике сматра веома скупим и мукотрпним, слике овог наслова се често виђају ретке и ограничене су. Друге одобрене копије само под овом посебном маријанском титулом такође су репродуковане у другим побожним католичким земљама, наиме у Колумбији (7), Бразилу (2), Уругвају (1), Венецуели (4), Перуу (2) и на Филипинима (1).